# Sur la Terre comme au ciel (film, 2023)
Pour le film de 1992, voir Sur la Terre comme au ciel (film, 1992).
Pour plus de détails, voir Fiche technique et Distribution.
Sur la Terre comme au ciel est un film québécois réalisé par Nathalie Saint-Pierre (en) sorti en 2023 et mettant en vedette Lou Thompson et Édith Cochrane.

## Synopsis
Clara, adolescente, vit avec sa grande sœur Sarah dans une secte fondamentaliste dans la forêt. Lorsque cette dernière décide de fuir la communauté religieuse vers la grande ville, Clara part à sa recherche à Montréal où demeure sa tante Louise qu'elle n'a pas vu depuis plus de dix ans, mais qui est la seule en mesure de l'aider dans ce milieu inconnu.

## Fiche technique
Source : IMDb et Films du Québec
- Titre original : Sur la Terre comme au ciel
- Réalisation : Nathalie Saint-Pierre (en)
- Scénario : Marika Lhoumeau, Nathalie Saint-Pierre
- Direction artistique : Yves Fontigny
- Costumes : Marilyne Garceau
- Maquillage : Johanne Doyon
- Coiffure : Philippe Athlan, Jenny May Quinn
- Photographie : Nathalie Moliavko-Visotzky
- Son : Gilles Corbeil, Olivier Calvert, Hans Laitres
- Montage : Nathalie Saint-Pierre (en)
- Production : Nathalie Saint-Pierre
- Société de production : Extérieur Nuit
- Société de distribution : Axia Films
- Budget : 2 à 2,5 millions $ CA
- Pays de production :  Canada
- Tournage : août 2021- septembre 2021
- Langue originale : français
- Format : couleur
- Genre : comédie dramatique
- Durée : 119 minutes
- Dates de sortie :
  - Canada : 3 novembre 2023 (première au Festival de films francophones Cinemania)
  - Canada : 12 avril 2024 (sortie en salle au Québec)
  - États-Unis : 2 février 2024 (première au Festival international du film de Santa Barbara)[2],[3]
  - République Tchèque : 2 juin 2024 (première au Festival du film de Zlín)[4]
  - Allemagne : 26 septembre 2024 (première au Festival international du film pour enfants et adolescents SCHLINGEL)
  - France : 9 octobre 2024
  - Belgique : 21 mars 2025 (première au Perwez International Film Festival)[5]
- Classification :
  - Québec : Visa général[6]

## Distribution
- Lou Thompson : Clara Gagnon
- Édith Cochrane : Louise, tante de Clara
- Philomène Bilodeau : Sarah Gagnon
- Dominik Dagenais : Sam
- Edith Dandenault : Josianne Gagnon
- Joël Lemay : Gilbert
- Jérémie Verrette : Paul, le père
- Jean Drolet : le pasteur
- Antoine Archambault : Mathieu, le petit frère
- Alexandrine Agostini : la libraire
- Cédric Egain : le fiancé

## Distinctions

### Récompenses
- Festival international du film BUFF 2024, prix du meilleur film jeunesse[7]
- Festival du film canadien de Dieppe 2024[7] :
  - Grand prix du jury
  - Prix du jury jeune
  - Prix d’interprétation : Lou Thompson et Édith Cochrane (conjointement)

- Festival du cinéma québécois de Biscarrosse 2024 : prix du meilleur long métrage[8]
- Festival du film de Zlín 2024 : prix du meilleur long métrage pour la jeunesse[9]